# 高町 (八尾市)
高町（たかまち）は、大阪府八尾市の地名。丁番を持たない単独町名である。住居表示は実施済み。

## 歴史
令制国一覧 > 畿内 > 河内国 > 渋川郡 > 安中新田の一部、久宝寺村の一部ほか

日本 > 近畿地方 > 大阪府 > 中河内郡 > 龍華町（ - 1948年） > 大字安中ほか
宝永元年（1704年）の大和川付け替え後の新田開発により創生された安中新田（のち龍華町大字安中）のいちばん川下にあたり、八尾近辺では珍しく草原が残っていた場所である。また旧河川敷の堤防はほとんどの場所では切り崩されたがこのあたりの一部は残り、通称「狐山」と呼ばれた。かつて狐山に祠があり日高大神が祀られていたが渋川神社に合祀されている。
1900年（明治33年）に当時長瀬川を挟んで東側の八尾村大信寺（現在の八尾市栄町）にあった旧制八尾中学校の移転拡張用地として払い下げられ、翌々年にグラウンドとして整備された。のちに校舎（昭和新校舎）がグラウンド北側に建てられた。
1964年（昭和39年）に町名地番改正され、高町となる。

## 地理
旧大阪中央環状線、府道大阪港八尾線交差点（八尾高校前）の南東にあたり、地域の東を長瀬川が流れる。町域のほとんどは八尾高校と八尾警察署で占める。旧大字久宝寺だったあたり（旧中環沿い）に住宅・商店がある。

## 世帯数と人口
2020年（令和2年）3月31日現在（八尾市発表）の世帯数と人口は以下の通りである。
| 町丁 | 世帯数 | 人口 |
| ---- | ------ | ---- |
| 高町 | 14世帯 | 28人 |

### 人口の変遷
国勢調査による人口の推移。
| 1995年（平成7年）  | 30人 | [ 5 ] |  |
| 2000年（平成12年） | 27人 | [ 6 ] |  |
| 2005年（平成17年） | 22人 | [ 7 ] |  |
| 2010年（平成22年） | 34人 | [ 8 ] |  |
| 2015年（平成27年） | 29人 | [ 9 ] |  |

### 世帯数の変遷
国勢調査による世帯数の推移。
| 1995年（平成7年）  | 14世帯 | [ 5 ] |  |
| 2000年（平成12年） | 12世帯 | [ 6 ] |  |
| 2005年（平成17年） | 11世帯 | [ 7 ] |  |
| 2010年（平成22年） | 16世帯 | [ 8 ] |  |
| 2015年（平成27年） | 12世帯 | [ 9 ] |  |

## 学区
市立小・中学校に通う場合、学区は以下の通りとなる（2020年5月時点）。
| 番・番地等 | 小学校               | 中学校               |
| ---------- | -------------------- | -------------------- |
| 全域       | 八尾市立久宝寺小学校 | 八尾市立久宝寺中学校 |

## 事業所
2016年（平成28年）現在の経済センサス調査による事業所数と従業員数は以下の通りである。
| 町丁 | 事業所数 | 従業員数 |
| ---- | -------- | -------- |
| 高町 | 11事業所 | 39人     |

## 主な施設
- 大阪府立八尾高等学校
前述の「狐山」は敷地内、平成校舎の脇に整備されて残る。
- 大阪府警八尾警察署

## ギャラリー

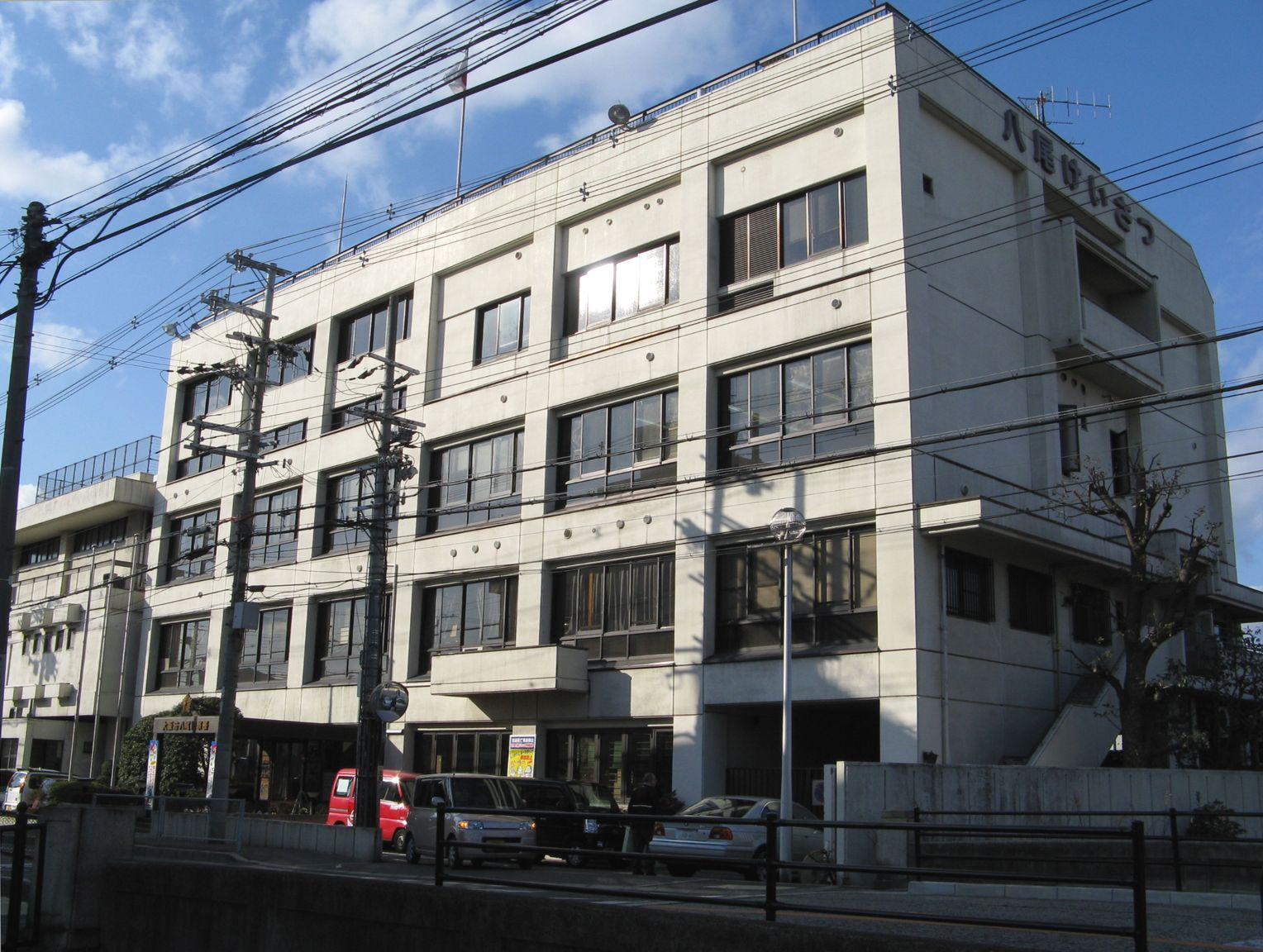
八尾警察署

## その他

### 日本郵便
- 郵便番号 : 581-0073[2]（集配局：八尾郵便局[12]）。